# Litoria contrastens
Litoria contrastens, o Barabuna Tree Frog, es una especie de anfibio anuro del género Litoria de la familia Hylidae.

## Distribución geográfica
Originaria de Papúa Nueva Guinea.